# 海城镇 (肇东市)
海城镇，原为海城乡，是中华人民共和国黑龙江省绥化市肇东市下辖的一个乡镇级行政单位。2018年撤乡设镇。区划代码改为 231282111。

## 行政区划
海城镇下辖以下地区：
新立村、长兴村、长井村、海城村、新安村、大户村和靠山村。